# Влюблённые (комедия дель арте)
Влюблённые (итал. Innamorati, фр. Amoureux) — в итальянской комедии дель арте пара юных влюблённых, обязательно присутствующих в любом сценарии. В хорошей труппе таких пар всегда было две.
В отличие от комических персонажей комедии, они никогда не носят масок и всегда одеты в дорогие костюмы, их речь изысканна — они говорят на тосканском диалекте, то есть на литературном итальянском языке. Они редко импровизируют, их речи, как правило, заучены наизусть. Влюблённые могут носить разные имена, чаще всего, Лелио, Орацио, Флавио, Флориндо для юношей и Изабелла, Виттория, Фламиния для девушек; также они могут называться именами актёров, играющих эти роли.
Микеланджело Буонаротти-младший в пьесе «Ярмарка» так описывает эти маски:

А как идет изящно тот Влюблённый,

Умильный и субтильный, — весь ужимка,

Изысканность туалета —

Идёт, томясь, вздыхая.

С ним под руку Она, жеманна вдвое, —

Вообрази, что это

Арделья, Клелия или Луцилла

Иль что-нибудь такое.

И он иль — Луцио, иль Чинтио, иль Орацио.

Взгляни, как он приплясывает мило

И рвёт перчатки без конца.
— 
Несмотря на то, что именно вокруг любви молодых строится интрига комедии, влюблённые всегда остаются в тени масок-дзанни, а их любовь всегда воспринимается с некоторой долей иронии.